# Oxyopes holmbergi
Oxyopes holmbergi là một loài nhện trong họ Oxyopidae.
Loài này thuộc chi Oxyopes. Oxyopes holmbergi được Ilka Maria Fernandes Soares & Hélio Ferraz de Almeida Camargo miêu tả năm 1948.